# Corey Lewis (pilote automobile)
Pas d'image ? Cliquez ici
Corey Lewis, né le 17 octobre 1991 à Nazareth  aux États-Unis, est un pilote automobile américain. Il participe à des épreuves d'endurance au volant de voitures de grand tourisme dans des championnats tels que le WeatherTech SportsCar Championship, le GT World Challenge America ainsi que les 24 Heures de Daytona.
Corey Lewis a remporté les 24 Heures de Daytona 2020 dans la catégorie GTD.

## Palmarès

### Résultats aux24 Heures de Daytona
| Année | Écurie                                    | Copilotes                                         | Voiture                     | Classe | Tours | Pos. | Class Pos. |
| ----- | ----------------------------------------- | ------------------------------------------------- | --------------------------- | ------ | ----- | ---- | ---------- |
| 2016  | Change Racing                             | Kaz Grala Justin Marks Spencer Pumpelly           | Lamborghini Huracán GT3     | GTD    | 521   | 42e  | 18e        |
| 2017  | Change Racing                             | Kaz Grala Jeroen Mul Brett Sandberg               | Lamborghini Huracán GT3     | GTD    | 79    | Abd. | Abd.       |
| 2019  | Paul Miller Racing                        | Andrea Caldarelli Ryan Hardwick Bryan Sellers     | Lamborghini Huracán GT3 Evo | GTD    | 491   | Abd. | Abd.       |
| 2020  | Paul Miller Racing                        | Andrea Caldarelli Bryan Sellers Madison Snow      | Lamborghini Huracán GT3 Evo | GTD    | 765   | 18e  | 1re        |
| 2021  | Paul Miller Racing                        | Andrea Caldarelli Bryan Sellers Madison Snow      | Lamborghini Huracán GT3 Evo | GTD    | 745   | 24e  | 3e         |
| 2022  | CarBahn Motorsports avec Peregrine Racing | Robert Megennis Sandy Mitchell (en) Jeff Westphal | Lamborghini Huracán GT3 Evo | GTD    | 349   | Abd. | Abd.       |
| 2023  | Paul Miller Racing                        | Maxime Martin Bryan Sellers Madison Snow          | Lamborghini Huracán GT3 Evo | GTD    | 726   | 28e  | 8e         |

### WeatherTech SportsCar Championship
| Année | Écurie                        | Classe | Voiture                     | 1      | 2      | 3      | 4      | 5      | 6      | 7     | 8      | 9      | 10    | 11     | 12     | Rank | Points |
| ----- | ----------------------------- | ------ | --------------------------- | ------ | ------ | ------ | ------ | ------ | ------ | ----- | ------ | ------ | ----- | ------ | ------ | ---- | ------ |
| 2014  | Mühlner Motorsports America   | GTD    | Porsche 911 GT America      | DAY    | SEB    | LGA    | DET    | WGL    | MOS    | IMS   | ELK    | VIR 14 | COA   | PET    |        | 89e  | 18     |
| 2016  | Change Racing                 | GTD    | Lamborghini Huracán GT3     | DAY 18 | SEB 14 | LGA 10 | DET 6  | WGL 9  | MOS 5  | LIM 8 | ELK 14 | VIR 5  | COA 9 | PET 10 |        | 9e   | 247    |
| 2017  | Change Racing                 | GTD    | Lamborghini Huracán GT3     | DAY 25 | SEB 11 | LBH 8  | COA 17 | DET 11 | WGL 17 | MOS 6 | LIM 11 | ELK 13 | VIR 1 | LGA 9  | PET 11 | 17e  | 237    |
| 2018  | Paul Miller Racing            | GTD    | Lamborghini Huracán GT3     | DAY    | SEB 1  | MDO    | DET    | WGL    | MOS    | LIM   | ELK    | VIR    | LGA   | PET 3  |        | 33e  | 65     |
| 2019  | Paul Miller Racing            | GTD    | Lamborghini Huracán GT3 Evo | DAY 15 | SEB 16 | MDO    | DET    | WGL 14 | MOS    | LIM 7 | ELK 2  | VIR 10 | LGA 1 | PET 6  |        | 13e  | 185    |
| 2020  | Paul Miller Racing            | GTD    | Lamborghini Huracán GT3 Evo | DAY 1  | DAY    | SEB    | ELK    | VIR    | ATL 2  | MDO   | CLT    | PET 7  | LGA   | SEB 13 |        | 24e  | 109    |
| 2021  | Paul Miller Racing            | GTD    | Lamborghini Huracán GT3 Evo | DAY 3  | SEB 11 | MDO    | DET    | WGL 2  | WGL    | LIM   | ELK    | LGA    | LBH   | VIR    | PET 7  | 24e  | 1148   |
| 2022  | CarBahn with Peregrine Racing | GTD    | Lamborghini Huracán GT3 Evo | DAY 17 | SEB 13 | LBH    | LGA    | MDO    | DET    | WGL 7 | MOS    | LIM    | ELK   | VIR    | PET 15 | 29e  | 817    |
| 2023  | Paul Miller Racing            | GTD    | BMW M4 GT3                  | DAY 8  | SEB 1  | LBH    | LGA    | WGL    | MOS    | LIM   | ELK    | VIR    | IMS   | PET    |        | 2e*  | 628*   |